# Doris Wishman
Doris Wishman est une réalisatrice, scénariste et productrice américaine née le 1er juin 1912 à New York et morte le 10 août 2002 à Coral Gables en Floride. Elle s'est spécialisée dans les films de nudité puis de sexploitation.

## Biographie
Née en 1912 à Manhattan, Doris Wishman étudie au Hunter College et s'intéresse au théâtre. Elle souhaite devenir actrice. Mais le seul poste qu'elle obtient est celui de secrétaire dans une entreprise de distribution de films, géré par un parent. Elle se marie avec un homme d'affaires, Jack Abrahms, et s'installe en Floride.
Elle se lance dans la réalisation de films après le décès de son époux en 1958,. Elle utilise des budgets assez réduits, de 70 000 à 100 000 dollars. Après un documentaire sur le nudisme, son premier film de fiction,  Nude on the Moon (1961) est un film de science-fiction, mettant en scène une colonie de femmes nudistes sur la Lune. 
Elle passe ensuite, progressivement, de ces films de simples nudités à des films plus rudes. Parmi ses autres films, les plus connus sont des polars érotiques, tels que Supernichons contre mafia et Mamell's Story (1974), où l'héroïne est campée par Chesty Morgan, une danseuse et actrice réputée pour sa poitrine imposante. 
Son œuvre est redécouverte dans les années 1990, ce qui lui vaut de tourner d'autres productions à compter de cette période.
Son dernier film, Each Time I Kill, est tourné en 2002, alors qu'elle est âgée de 90 ans.

## Filmographie
- 1960 : Hideout in the Sun
- 1961 : Nude on the Moon
- 1961 : Diary of a Nudist
- 1962 : Blaze Starr Goes Nudist
- 1963 : Gentlemen Prefer Nature Gilrs
- 1963 : Playgirls International
- 1964 : Behind the Nudist Curtain
- 1965 : The Sex Perils of Paulette
- 1965 : The Prince and the Nature Girl
- 1965 : Bad Girls Go to Hell
- 1966 : O Zestos minas Augoustos
- 1966 : Another Day, Another Man
- 1966 : My Brothers Wife
- 1967 : A Taste of Flesh
- 1968 : Indecent Desires
- 1968 : Too Much Too Often!
- 1969 : Passion Fever
- 1970 : The Amazing Transplant
- 1972 : Keyholes Are for Peeping
- 1973 : Love Toy
- 1974 : Supernichons contre mafia
- 1974 : Mamell's Story
- 1975 : The Immortal Tree
- 1975 : Satan Was a Lady
- 1976 : Come with Me My Love
- 1977 : Laissez-moi être une femme
- 1983 : A Night to Dismember
- 2001 : Satan Was a Lady
- 2002 : Dildo Heaven
- 2007 : Each Time I Kill